# Château de Montauzan
Le château de Montauzan est situé sur la commune de Lacenas, dans le département du Rhône, en France.

## Historique
Le château de Montauzan a été la propriété de deux familles successives : la première la famille Bessie acquiert le domaine à la fin du XVIe siècle et prend désormais le nom de Bessie de Montauzan. Le premier représentant connu de cette famille est Ponthus Bessie, seigneur de Montauzan vers 1636 ; il épouse Claudine Mélin. Leur fils Laurent, qui leur succède, épouse Anne Basset ; il est conseiller au bailliage de Beaujolais, avocat au parlement et receveur des consignations au dit bailliage.
En 1745, la famille Germain se rend propriétaire du château et se fait désormais appeler Germain de Montauzan. Philippe (1746 - ), qui épouse Étiennette Gourd, est un bourgeois de Lyon et son fils Jean-Baptiste Philippe (1787 - 1862), est négociant en vin et maire de Lacenas. Il épouse en secondes noces Amélie Jeanne Marie Joséphine Poidebard, leur fils aîné Philippe Étienne Élysée Timothée (1823 - 1880), épouse Clarisse Louise Marie Claire Gibert de Chazotte ; il est notaire à Saint-Étienne.
En 1966, le cuvier est cédé à l'Ordre des Compagnons de Beaujolais. La famille Germain est toujours propriétaire du château, qui est devenu un domaine viticole du Beaujolais.

## Armoiries
- Bessie de Montauzan : d’azur, à la bande d’argent, chargée de 3 étoiles de sable
- Germain de Montauzan : d’argent, à six marguerites de gueules, posées 3, 2, 1 ; celle de la pointe accostée de deux croissants d’azur

## Description
La construction date de la fin du XVIe siècle. De cette époque, subsiste la tour d'angle, coiffée d'une haute toiture conique. Le corps de logis principal s'élève sur deux niveaux.
Dans la cour, on découvre un puits dont la ferronnerie date du XVIIe siècle. Une dépendance du château, le cuvage (ou cuvier), tout en pierres dorées, date de 1786.